# وحدة دلالية صغرى
وحدة دلالية صغرى هي وحدة معنوية مركبة في واحد.